# Älvsereds landskommun
Älvsereds landskommun var en tidigare kommun i dåvarande Älvsborgs län.

## Administrativ historik
Landskommunen inrättades i Älvsereds socken i Kinds härad i Västergötland när 1862 års kommunalförordningar trädde i kraft.
Vid kommunreformen 1952 uppgick kommunen i Högvads landskommun som upplöstes 1971 då denna del uppgick i Falkenbergs kommun och överfördes samtidigt till Hallands län.

## Politik

### Mandatfördelning i valen 1942-1946
| 7 | 6 | 1 | 6 |

| 20 |

| 8 | 6 | 1 | 5 |

| 20 |